# Teorija reprezentacije
Teorija reprezentacije je grana matematike koja proučava apstraktne algebarske strukture predstavljajući njihove elemente kao linearne transformacije vektorskih prostora, i proučava module za ove apstraktne algebarske strukture. U suštini, reprezentacija čini apstraktni algebrski objekat konkretnijim opisujući njegove elemente matricama i njegovim algebarskim operacijama (na primer, sabiranje matrica, množenje matrica). Teorija matrica i linearnih operatora je dobro izučena, tako da reprezentacija apstraktnijih objekata u smislu poznatih linearnih algebričnih objekata pomaže u sticanju uvida u svojstava, a ponekad i pojednostavljuje izračunavanja na apstraktnijim teorijama.
Algebrski objekti koji se mogu opisati uključuju grupe, asocijativne algebre i Lijeve algebre. Najprominentnija od njih (i istorijski prva) je teorija reprezentacije grupa, u kojoj su elementi grupe predstavljeni invertabilnim matricama na takav način da je grupna operacija množenje matrica.
Teorija reprezentacije je korisna metoda jer svodi probleme apstraktne algebre na probleme linearne algebre, oblast koja je dobro izučena. Nadalje, vektorski prostor na kojem je predstavljena grupa (na primer) može biti beskonačno dimenzionalan, i dopuštajući da bude, na primer, Hilbertov prostor, metode analize mogu se primeniti na teoriju grupa. Teorija reprezentacije je takođe važna u fizici jer, na primer, ona opisuje kako grupa simetrije fizičkog sistema utiče na rešenja jednačina koja opisuju taj sistem.
Teorija reprezentacije je iz dva razloga prožimajuća u više oblasti matematike. Prvo, primene teorije reprezentacije su raznovrsne, te pored uticaja na algebru, teorija reprezentacije:
- osvetljava i generališe Furijeovu analizu putem harmonijske analize,[11]
- povezana je sa geometrijom putem invariantne teorije i Erlangenovog programa,[12]
- ima uticaja na teoriju brojeva putem automorfnih formi i programa Langlandsa.[13]

Drugo, postoje različiti pristupi teoriji reprezentacije. Isti se objekti mogu proučavati metodama iz algebarske geometrije, teorije modula, teorije analitičkih brojeva, diferencijalne geometrije, teorije operatora, algebarske kombinatorike i topologije.
Uspeh teorije reprezentacije doveo je do brojnih generalizacija. Jedna od najčešćih je u teoriji kategorija. Algebarski objekti na koje se odnosi teorija reprezentacije mogu se posmatrati kao posebne vrste kategorija, a reprezentacije kao funktori iz kategorije objekta u kategoriju vektorskih prostora. Ovaj opis ukazuje na dve očigledne generalizacije: prvo, algebarski objekti se mogu zameniti opštijim kategorijama; drugo, ciljna kategorija vektorskih prostora može se zameniti drugim dobro izučenim kategorijama.

## Definicije i koncepti
Neka je V vektorski prostor nad poljem F. Na primer, prostor V je  ili , standardni n-dimenzionalni prostor od kolonskih vektora nad realnim ili kompleksnim brojevima, respektivno. U tom slučaju, ideja reprezentacione teorije je da se primeni apstraktna algebra konkretno koristeći n × n matrice realnih ili kompleksnih brojeva.
Postoje tri glavne vrste algebarskih objekata za koje se to može učiniti: grupe, asocijativne algebre i Lijeve algebre.
- Skup svih invertabilnih n × n matrica je grupa pod matričnim množenjem, i teorija reprezentacije grupa analizira grupu opisivanjem („reprezentacijom”) njenih elemenata u smislu inverzibilnih matrica.
- Matrično sabiranje i množenje sačinjavaju skup svih n × n matrica u asocijativnoj algebri, i stoga postoji korespondirajuća teorija reprezentacije asocijativnih algebri.
- Ako se zameni matrično množenje MN sa matričnim komutatorom MN − NM, onda n × n matrice postaju umesto toga Lijeva algebra, što dovodi so teorije reprezentacije Lijevih algebri.

Ovo se generalizuje do bilo kog polja F i bilo kog vektorskog prostora V nad F, pri čemu linearne mape zamenjuju matrice i kompozicija zamenjuje matrično množenje: postoji grupa GL(V,F) automorfizama od V, asocijativna algebra  svih endomorfizama od V, i korespondirajuća Lijeva algebra gl(V,F).

## Literatura
- Alperin, J. L. (1986), Local Representation Theory: Modular Representations as an Introduction to the Local Representation Theory of Finite Groups, Cambridge University Press, ISBN 978-0-521-44926-7.
- Bargmann, V. (1947), „Irreducible unitary representations of the Lorenz group”, Annals of Mathematics, 48 (3): 568—640, JSTOR 1969129, doi:10.2307/1969129.
- Borel, Armand (2001), Essays in the History of Lie Groups and Algebraic Groups, American Mathematical Society, ISBN 978-0-8218-0288-5.
- Borel, Armand; Casselman, W. (1979), Automorphic Forms, Representations, and L-functions, American Mathematical Society, ISBN 978-0-8218-1435-2.
- Curtis, Charles W.; Reiner, Irving (1962), Representation Theory of Finite Groups and Associative Algebras, John Wiley & Sons (Reedition 2006 by AMS Bookstore), ISBN 978-0-470-18975-7.
- Gelbart, Stephen (1984), „An Elementary Introduction to the Langlands Program”, Bulletin of the American Mathematical Society, 10 (2): 177—219, doi:10.1090/S0273-0979-1984-15237-6.
- Folland, Gerald B. (1995), A Course in Abstract Harmonic Analysis, CRC Press, ISBN 978-0-8493-8490-5.
- Шаблон:Fulton-Harris.
- Goodman, Roe; Wallach, Nolan R. (1998), Representations and Invariants of the Classical Groups, Cambridge University Press, ISBN 978-0-521-66348-9.
- Gordon, James; Liebeck, Martin (1993), Representations and Characters of Finite Groups, Cambridge: Cambridge University Press, ISBN 978-0-521-44590-0.
- Hall, Brian C. (2015), Lie Groups, Lie Algebras, and Representations: An Elementary Introduction, Graduate Texts in Mathematics, 222 (2nd изд.), Springer, ISBN 978-3319134666
- Helgason, Sigurdur (1978), Differential Geometry, Lie groups and Symmetric Spaces, Academic Press, ISBN 978-0-12-338460-7
- Humphreys, James E. (1972a), Introduction to Lie Algebras and Representation Theory, Birkhäuser, ISBN 978-0-387-90053-7.
- Humphreys, James E. (1972b), Linear Algebraic Groups, Graduate Texts in Mathematics, 21, Berlin, New York: Springer-Verlag, ISBN 978-0-387-90108-4, MR 0396773
- Jantzen, Jens Carsten (2003), Representations of Algebraic Groups, American Mathematical Society, ISBN 978-0-8218-3527-2.
- Kac, Victor G. (1977), „Lie superalgebras”, Advances in Mathematics, 26 (1): 8—96, doi:10.1016/0001-8708(77)90017-2.
- Kac, Victor G. (1990), Infinite Dimensional Lie Algebras (3rd изд.), Cambridge University Press, ISBN 978-0-521-46693-6.
- Knapp, Anthony W. (2001), Representation Theory of Semisimple Groups: An Overview Based on Examples, Princeton University Press, ISBN 978-0-691-09089-4.
- Kim, Shoon Kyung (1999), Group Theoretical Methods and Applications to Molecules and Crystals: And Applications to Molecules and Crystals, Cambridge University Press, ISBN 978-0-521-64062-6.
- Kostrikin, A. I.; Manin, Yuri I. (1997), Linear Algebra and Geometry, Taylor & Francis, ISBN 978-90-5699-049-7.
- Lam, T. Y. (1998), „Representations of finite groups: a hundred years”, Notices of the AMS, 45 (3,4): 361–372 (Part I), 465–474 (Part II).
- Yurii I. Lyubich. Introduction to the Theory of Banach Representations of Groups. Translated from the 1985 Russian-language edition (Kharkov, Ukraine). Birkhäuser Verlag. 1988.
- Mumford, David; Fogarty, J.; Kirwan, F. (1994), Geometric invariant theory, Ergebnisse der Mathematik und ihrer Grenzgebiete (2) [Results in Mathematics and Related Areas (2)], 34 (3rd изд.), Berlin, New York: Springer-Verlag, ISBN 978-3-540-56963-3, MR 0214602; MR0719371 (2nd ed.); MR1304906(3rd ed.)
- Olver, Peter J. (1999), Classical invariant theory, Cambridge: Cambridge University Press, ISBN 978-0-521-55821-1.
- Peter, F.; Weyl, Hermann (1927), „Die Vollständigkeit der primitiven Darstellungen einer geschlossenen kontinuierlichen Gruppe”, Mathematische Annalen, 97 (1): 737—755, doi:10.1007/BF01447892, Архивирано из оригинала 19. 8. 2014. г..
- Pontrjagin, Lev S. (1934), „The theory of topological commutative groups”, Annals of Mathematics, 35 (2): 361—388, JSTOR 1968438, doi:10.2307/1968438.
- Sally, Paul; Vogan, David A. (1989), Representation Theory and Harmonic Analysis on Semisimple Lie Groups, American Mathematical Society, ISBN 978-0-8218-1526-7.
- Serre, Jean-Pierre (1977), Linear Representations of Finite Groups, Springer-Verlag, ISBN 978-0387901909.
- Sharpe, Richard W. (1997), Differential Geometry: Cartan's Generalization of Klein's Erlangen Program, Springer, ISBN 978-0-387-94732-7.
- Simson, Daniel; Skowronski, Andrzej; Assem, Ibrahim (2007), Elements of the Representation Theory of Associative Algebras, Cambridge University Press, ISBN 978-0-521-88218-7.
- Sternberg, Shlomo (1994), Group Theory and Physics, Cambridge University Press, ISBN 978-0-521-55885-3.
- Tung, Wu-Ki (1985). Group Theory in Physics (1st изд.). New Jersey·London·Singapore·Hong Kong: World Scientific. ISBN 978-9971966577.
- Weyl, Hermann (1928), Gruppentheorie und Quantenmechanik (The Theory of Groups and Quantum Mechanics, translated H.P. Robertson, 1931 изд.), S. Hirzel, Leipzig (reprinted 1950, Dover), ISBN 978-0-486-60269-1.
- Weyl, Hermann (1946), The Classical Groups: Their Invariants and Representations (2nd изд.), Princeton University Press (reprinted 1997), ISBN 978-0-691-05756-9.
- Wigner, Eugene P. (1939), „On unitary representations of the inhomogeneous Lorentz group”, Annals of Mathematics, 40 (1): 149—204, JSTOR 1968551, doi:10.2307/1968551.

## Spoljašnje veze
- Hazewinkel Michiel, ур. (2001). „Representation theory”. Encyclopaedia of Mathematics. Springer.  978-1556080104.
- Alexander Kirillov Jr., An introduction to Lie groups and Lie algebras (2008). Textbook, preliminary version pdf downloadable from author's home page.